# OS Весов
OS Весов (лат. OS Librae) — одиночная переменная звезда в созвездии Весов на расстоянии приблизительно 138388 световых лет (около 42430 парсеков) от Солнца. Видимая звёздная величина звезды — от +19,9m до +18,7m.

## Характеристики
OS Весов — пульсирующая переменная звезда типа RR Лиры (RRAB).